# 授時暦
授時暦（じゅじれき）は、中国暦の一つで、元の郭守敬・王恂・許衡らによって編纂された太陰太陽暦の暦法。名称は『書経』堯典の「暦象日月星辰、敬授民時」に由来する。至元18年（1281年）から実施され、明でも大統暦（だいとうれき）と名を変えられて明の末年（1644年）までの364年間に渡って使用された。
宋代、十分な観測も行われず18回も改暦したのに対して、授時暦編纂時には観察器具も改良され、大規模な天体観測が行われた。モンゴル帝国（元）の時代になると、西アジア・イスラーム文化圏の優れた天体観測技術が中国に伝播したからだと言われている。弧の長さを弦の長さに変換するのには、三角関数ではなく沈括以来の辺の長さの関係式と近似式から求めた(→矢参照)。
1太陽年をグレゴリオ暦と同じ365.2425日とし、1朔望月を29.530593日とした（ただし、授時暦の方がグレゴリオ暦より300年以上早く制定されている）。
計算法に招差法（三次内挿法）で太陽・月の不等が求められ、弧矢割円術（球面三角法）で黄経・黄緯と赤経・赤緯の換算が行われた。また1太陽年の長さが微妙に変化するという歳実消日法（100年ごとに0.0002日減少させる）を採用、さらに正式に上元積年法を廃止して近い任意の年を暦元とし、定数の端数の分母を一万で表す万分法（小数表記に類似）を使うなどしている。
明代では歳実消日法を除外したものが「大統暦」と名を変えて使われた。長年使用されたため実際の天体現象と一致しなくなっていったが、改暦は行われず、西アジア・イスラーム文化圏からもたらされた回回暦が補助的に用いられた。万暦年間の1584年11月と1587年2月の2回、日食の起きうるタイミングがあったが、大統暦は2回とも時刻と食分を誤り、回回暦は2回とも推算を的中させた。これを知った官僚の侯先春が「回回暦を大統暦中に採り入れるべきである」と上言し、日月交食及び五星凌犯の推算に限り、回回暦が大統暦に採り入れられた。
日本でも貞享元年（1684年）3月3日に大統暦改暦の詔が出されたが、渋川春海が作成した大和暦の方が優れていることが判明したため10月に撤回され、翌年より貞享暦（詔により大和暦を改称）が実施された。なお、大和暦は授時暦の定数を若干改変し、里差、すなわち日本と中国の経度の差を補正したものである。